# Università di Phoenix
L'Università di Phoenix (UOPX) è un'università privata statunitense con sede a Phoenix in Arizona. Il campus principale si trova a Phoenix, ma la maggioranza degli studenti frequenta i corsi online.
Fondata nel 1976, nel 2016 è stata acquisita dall'Apollo Group.
Nei suoi anni migliori aveva moltissimi campus in varie città degli Stati Uniti, tra cui   
Albuquerque, Atlanta, Charlotte, Chicago, Columbia, Detroit, El Paso, Jersey City, Filadelfia, Tucson e varie città  della California e della Florida. Attualmente (2020) ha circa 40 campus in vari stati americani (di cui 16 in California e 5 in Texas).

## Facoltà e corsi principali
- School of Advanced Studies
- School of Business
- College of Education
- College of Health Professions
- School of Health Services Administration
- College of Humanities and Sciences
- College of Information Systems and Technology
- School of Nursing
- College of Security and Criminal Justice
- College of Social Sciences

Tra le personalità che hanno ottenuto una laurea all'università di Phoenix si possono citare: l'ammiraglio Kirkland H. Donald, il viceammiraglio Lisa Franchetti, il Segretario ai Trasporti Mary Peters, il cestista e attore Shaquille O'Neal, il tennista Michael Russell, la cestista Lisa Leslie, il giocatore di baseball Paul Goldschmidt e il giocatore di football americano Larry Fitzgerald..